# 全日本社会人卓球選手権
全日本社会人卓球選手権大会（ぜんにほんしゃかいじんたっきゅうせんしゅけん）は、日本卓球協会が主催する年1回開催される卓球の大会である。男女シングルスとダブルスの4種目が行なわれる。団体戦は全日本実業団卓球選手権大会を参照せよ。

## 概要
実業団など社会人としてプレーしている選手の最高峰の国内大会である。シングルスでは全日本選手権マスターズの部への重複出場はできず、外国籍選手はダブルスには出場できるが、シングルスには「日本で出生して引き続き3年以上日本に在住している者、または、引き続き10年以上日本に在住している者」でなければ出場できない。また、日本学生卓球連盟と全国高等学校体育連盟に登録している選手は出場できない。2020年は中止。

## 歴代優勝者
| 開催年 | 開催回 | 男子シングルス | 女子シングルス | 男子ダブルス           | 女子ダブルス             |
| ------ | ------ | -------------- | -------------- | ---------------------- | ------------------------ |
| 1967年 | 第1回  | 木村興治       | 森沢幸子       |                        |                          |
| 1968年 | 第2回  | 高橋浩         | 森沢幸子       |                        |                          |
| 1969年 | 第3回  | 長谷川信彦     | 渡辺恵美子     |                        |                          |
| 1970年 | 第4回  | 長谷川信彦     | 小和田敏子     |                        |                          |
| 1971年 | 第5回  | 田阪登紀夫     | 高瀬良子       |                        |                          |
| 1972年 | 第6回  | 今野裕二郎     | 伊藤和子       |                        |                          |
| 1973年 | 第7回  | 河野満         | 濱田美穂       | 大屋正彦・村上茂       | 阪本礼子・会津美幸       |
| 1974年 | 第8回  | 仲村渠功       | 枝野とみえ     | 伊藤繁雄・阿部勝幸     | 小野智恵子・長洞久美子   |
| 1975年 | 第9回  | 井上哲夫       | 伊藤和子       | 田阪登紀夫・今野裕二郎 | 中原美佐子・光沢きよみ   |
| 1976年 | 第10回 | 前原正浩       | 下田とわ子     | 大屋正彦・村上茂       | 小野智恵子・長洞久美子   |
| 1977年 | 第11回 | 大屋正彦       | 川東加代子     | 前原正浩・高木誠也     | 下田とわ子・島田美鈴     |
| 1978年 | 第12回 | 前原正浩       | 千葉良子       | 阿部勝幸・阿部博幸     | 原田真由美・川東加代子   |
| 1979年 | 第13回 | 内田雅則       | 川東加代子     | 内田雅則・小野誠治     | 高橋省子・川東加代子     |
| 1980年 | 第14回 | 小野誠治       | 神田絵美子     | 川村公一・西村信之     | 神田絵美子・山下恵子     |
| 1981年 | 第15回 | 阿部博幸       | 神田絵美子     | 阿部博之・小沢吉孝     | 神田絵美子・山下恵子     |
| 1982年 | 第16回 | 小野誠治       | 新保富美子     | 内田雅則・小野誠治     | 神田絵美子・山下恵子     |
| 1983年 | 第17回 | 前原正浩       | 神田絵美子     | 内田雅則・小野誠治     | 神田絵美子・山下恵子     |
| 1984年 | 第18回 | 小野誠治       | 嶋内よし子     | 林直樹・桑原要勝       | 山下恵子・林芳子         |
| 1985年 | 第19回 | 斎藤清         | 福田法子       | 村上武・糠塚重造       | 本門のり子・井田加代     |
| 1986年 | 第20回 | 小野誠治       | 陳莉莉         | 川村公一・斎藤清       | 橘川美紀・生駒日登美     |
| 1987年 | 第21回 | 小野誠治       | 陳莉莉         | 川村公一・斎藤清       | 橘川美紀・生駒日登美     |
| 1988年 | 第22回 | 高志亮         | 鄭慧萍         | 林直樹・小野浩彦       | 鄭慧萍・林煌             |
| 1989年 | 第23回 | 斎藤清         | 陳莉莉         | 桜井正喜・高志亮       | 福田礼子・高山由紀子     |
| 1990年 | 第24回 | 斎藤清         | 陳莉莉         | 宮崎義仁・袁建剛       | 橘川美紀・生駒日登美     |
| 1991年 | 第25回 | 韋晴光         | 李恵芬         | 王振義・山内篤         | 関華・石田清美           |
| 1992年 | 第26回 | 陳龍燦         | 李ジュン       | 川原尚美・韋晴光       | 関華・石田清美           |
| 1993年 | 第27回 | 岩崎清信       | 小山ちれ       | 山内篤・王振義         | バデスク・楊雪梅         |
| 1994年 | 第28回 | 于沈潼         | 樊建欣         | 山内篤・王振義         | 小山ちれ・リ・チュンリー |
| 1995年 | 第29回 | 韋晴光         | 小山ちれ       | 黄文冠・李雁           | 東童多英子・李紅         |
| 1996年 | 第30回 | 王永剛         | 小山ちれ       | 黄文冠・李雁           | 東童多英子・李紅         |
| 1997年 | 第31回 | 王永剛         | 小山ちれ       | 山内篤・青山振一       | 唐薇依・蘇迎学           |
| 1998年 | 第32回 | 田﨑俊雄       | 小山ちれ       | 王涛・周晅             | 青池優美・内藤和子       |
| 1999年 | 第33回 | 青山振一       | 小山ちれ       | 小林仁・王永剛         | 武田明子・川越真由       |
| 2000年 | 第34回 | 山本恒安       | 羽佳純子       | 高志亮・陳龍燦         | 梅村礼・岡崎恵子         |
| 2001年 | 第35回 | 松下浩二       | 小山ちれ       | 今枝一郎・竹谷康一     | 武田明子・川越真由       |
| 2002年 | 第36回 | 新井周         | 岸田聡子       | 谷口陽一・宋海偉       | 藤沼亜衣・樋浦令子       |
| 2003年 | 第37回 | 遊澤亮         | 小山ちれ       | 高志亮・森本洋治       | 藤沼亜衣・樋浦令子       |
| 2004年 | 第38回 | 吉田海偉       | 藤沼亜衣       | 倉嶋洋介・田勢邦史     | 藤沼亜衣・樋浦令子       |
| 2005年 | 第39回 | 吉田海偉       | 小西杏         | 田崎俊雄・川崎公介     | 末益亜紗美・平野早矢香   |
| 2006年 | 第40回 | 韓陽           | 平野早矢香     | 遊澤亮・韓陽           | 李佳・樋浦令子           |
| 2007年 | 第41回 | 遊澤亮         | 田勢美貴江     | 大森隆弘・張一博       | 大橋香織・侯琳           |
| 2008年 | 第42回 | 中野祐介       | 王輝           | 時吉佑一・横山友一     | 河村茉依・馮暁雲         |
| 2009年 | 第43回 | 下山隆敬       | 王輝           | 韓陽・張一博           | 藤井寛子・李佳           |
| 2010年 | 第44回 | 張一博         | 藤沼亜衣       | 韓陽・張一博           | 阿部恵・小野思保         |
| 2011年 | 第45回 | 張一博         | 藤井寛子       | 高木和卓・大矢英俊     | 藤井寛子・若宮三紗子     |
| 2012年 | 第46回 | 高木和卓       | 藤井寛子       | 坂本竜介・笠原弘光     | 藤井寛子・若宮三紗子     |
| 2013年 | 第47回 | 軽部隆介       | 阿部恵         | 大矢英俊・水野裕哉     | 藤井寛子・若宮三紗子     |
| 2014年 | 第48回 | 松平賢二       | 阿部恵         | 高木和卓・張一博       | 天野優・中島未早希       |
| 2015年 | 第49回 | 上田仁         | 天野優         | 松平賢二・上田仁       | 天野優・中島未早希       |
| 2016年 | 第50回 | 上田仁         | 森薗美月       | 松平賢二・上田仁       | 平侑里香・松本優希       |
| 2017年 | 第51回 | 上田仁         | 松澤茉里奈     | 森田侑樹・神巧也       | 土田美佳・宋恵佳         |
| 2018年 | 第52回 | 丹羽孝希       | 平侑里香       | 松下海輝 ・藤村友也    | 森美紗樹・平野容子       |
| 2019年 | 第53回 | 大矢英俊       | 野村萌         | 徳島剛・横山輝         | 𡈽田美佳・宋恵佳         |
| 2020年 | 第54回 | 中止           | 中止           | 中止                   | 中止                     |
| 2021年 | 第55回 | 上田仁         | 長﨑美柚       | 平野友樹・松山祐季     | 松平志穂・有延優希       |
| 2022年 | 第56回 | 大島祐哉       | 井絢乃         | 渡辺裕介・松山祐季     | 成本綾海・井絢乃         |
| 2023年 | 第57回 | 松平賢二       | 三村優果       | 渡辺裕介・松山祐季     | 岩越帆香・東川陽菜       |
| 2024年 | 第58回 | 有延大夢       | 笹尾明日香     | 川上尚也・西康洋       | 永尾尭子・三村優果       |